# Valera de Abajo
Valera de Abajo es una localidad del municipio conquense de Las Valeras, en la Comunidad Autónoma de Castilla-La Mancha (España). 
La iglesia está dedicada a Nuestra Señora de la Asunción.

## Localidades limítrofes
Confina con las siguientes localidades:
- Al norte con Valeria.
- Al noreste con Olmeda del Rey.
- Al este con Chumillas.
- Al sureste con Piqueras del Castillo.
- Al sur con Hontecillas.
- Al suroeste con Valverde de Júcar.
- Al oeste con Villaverde y Pasaconsol.
- Al noroeste con Albaladejo del Cuende.

## Demografía
| Gráfica de evolución demográfica de Valera de Abajo entre 1842 y 1970 |
| |
| Población de derecho según los censos de población del INE Población de hecho según los censos de población del INEEn este censo se denominaba Valera: 1842 Entre el censo de 1981 y el anterior, este municipio desaparece porque se agrupa en el municipio Las Valeras |

Evolución de la población
| Gráfica de evolución demográfica de Valera de Abajo entre 2000 y 2017 |
|                                                                       |
| Población de derecho (2000-2017) según el padrón municipal del INE    |

## Historia
Así se describe a Valera de Abajo en el tomo XV del Diccionario geográfico-estadístico-histórico de España y sus posesiones de Ultramar, obra impulsada por Pascual Madoz a mediados del siglo XIX:

Villa con ayuntamiento en la provincia, diócesis y partido judicial de Cuenca (6 leguas), audiencia territorial de Albacete (16) y capitanía general de Castilla la Nueva (Madrid 25); Situada parte en llano y parte en cerro; su clima es frío, bien ventilado y sano. Consta de 200 casas de pobre construcción, inclusa la casa de ayuntamiento, que también sirve de cárcel; las calles son irregulares y mal empedradas; la escuela de primeras letras concurrida por 30 alumnos de ambos sexos, no tiene más dotación que la corta retribución que dan los niños; hay una fuente a corta distancia de la población y varios pozos para los usos domésticos en las casas; la iglesia parroquial (Nuestra Señora de la Asunción) está servida por un cura de primer ascenso y de provisión ordinaria; antiguamente poseyeron este curato los Padres Dominicos de Cuenca; hubo un convento de frailes franciscos y otro de monjas. El término confina por N con Valera de Arriba; E Olmeda del Rey; S Buenache de Alarcón, y O Albaladejo del Cuende. Su terreno es montuoso y poco productivo, escaseando hasta de buenos pastos y de arbustos; los cerros y peñascos llegan hasta el mismo pueblo; cruzan el término 2 arroyos, que se suelen secar en verano; los caminos son locales y en mal estado. Producciones: trigo, cebada, centeno, avena, escaña, algún vino, pocas legumbres y azafrán; se cría ganado lanar y cabrío, y caza de liebres, perdices y conejos. Industria: la agrícola y los oficios indispensables. Comercio: la venta del sobrante de sus productos. Población: 274 vecinos, 1.090 almas. Capital productivo: 2.185.320 reales. Imponible: 109.266. El presupuesto municipal asciende a 2.385 reales y se cubre con el producto de las fincas de propios y otros arbitrios.
Diccionario geográfico-estadístico-histórico de España y sus posesiones de Ultramar